# Ogcodes floridensis
Ogcodes floridensis este o specie de muște din genul Ogcodes, familia Acroceridae, descrisă de Curtis W. Sabrosky în anul 1948.
Este endemică în Florida. Conform Catalogue of Life specia Ogcodes floridensis nu are subspecii cunoscute.